# Plexus veineux suboccipital
Le plexus veineux suboccipital (ou confluent veineux occipito-vertébral, plexus veineux sous-occipital) draine le sang désoxygéné à l'arrière de la tête.
Il communique avec les plexus veineux vertébraux externes. Profondément depuis la musculature du dos, la veine occipitale se joint à la formation du plexus et se jette dans des veines différentes selon les sources :
- veine jugulaire externe,
- veine vertébrale[1],
- veine jugulaire postérieure[2].

Le plexus entoure des segments de l'artère vertébrale.